# Constitution algérienne de 1963
Lire en ligne

Université de Perpignan : Traduction de la Constitution de 1963 ;
 Site de la présidence de la République : (ar) Texte original de la Constitution

Constitution de 1976
La Constitution de l'Algérie ou Constitution du Majestic a été adoptée par l'Assemblée constituante et par référendum le 8 septembre 1963.
Proposée par Ahmed Ben Bella à 300 délégués du Front de libération nationale réunis au cinéma Majestic le 31 juillet 1963, elle fut approuvée par la Constituante le 28 août 1963, par 139 voix contre 23, malgré une opposition du courant révolutionnaire du FLN (Mohamed Boudiaf, Hocine Ait Ahmed, Belkacem Krim), ce qui poussa Ferhat Abbas à démissionner de son poste de président de l'Assemblée constituante considérant que c'était le rôle de son assemblée de voter la Constitution et non pas au bureau politique du FLN. 
Comme le texte le prévoit, et en application de la loi du 30 août 1963, elle est soumise à référendum le 8 septembre et approuvée à la quasi-unanimité. Dès lors, le FLN devient le parti unique, et empêche la création du PRS (parti de Mohamed Boudiaf), le FFS (parti d'Hocine Ait Ahmed), le parti des Oulémas (représenté par Ahmed Taleb Ibrahimi), ainsi que d'autres partis d'opposition. 
Le coup d'État de 1965 la suspend mais elle n'est remplacée qu'en 1976 avec la Constitution algérienne de 1976.

## Dispositions notables
L'identité du peuple algérien et le pays comme « terre d'Islam, partie intégrante du Maghreb et du monde Arabe, constitué d'une population de racine Arabe et culture Arabo-Musulmane ».
La devise du pays est « Révolution par le peuple et pour le peuple » (article 3). L'Islam est la religion de l’État (article 4). La langue arabe est la langue nationale et officielle de l’Etat (article 5). Provisoirement l'hymne national est « Qassaman » (article 75).
La collectivité territoriale administrative, économique et sociale de base est la commune (article 9). 
Le F.L.N. est le parti unique d’avant-garde en Algérie (article 23). Il définit la politique de la Nation et inspire l’action de l’État. Il contrôle l’action de l’Assemblée nationale et du Gouvernement (article 24). Il reflète les aspirations profondes des masses. Il les éduque et les encadre; il les guide pour la réalisation de leurs aspirations (article 25). Il réalise les objectifs de la Révolution démocratique et populaire et édifie le socialisme en Algérie (article 26).
Le Président de la République est élu pour cinq ans au suffrage universel, direct et secret, après désignation par le parti. Tout musulman, algérien d’origine, âgé de 35 ans au moins et jouissant de ses droits civils et politiques peut être élu Président de la République (article 39).
La souveraineté nationale appartient au peuple qui l’exerce par ses représentants à une Assemblée nationale, proposés par le Front de libération Nationale et élus pour cinq ans au suffrage universel direct et secret (article 27).

## Analyses
La constitution de 1963 qui accordait à Ahmed Ben Bella d'immenses pouvoirs devait s'avérer inopérante. Malgré les conditions irrégulières dans lesquelles, celui-ci s'étaient attribuées de nouvelles prérogatives, elles n'avaient aucune chance d'être appliquées. Si théoriquement tout devait procéder du Front de libération nationale (FLN), décrété unique et d'avant-garde (art. 23), celui-ci était évanescent. L'armée en revanche existait et le faisait savoir. De plus, outre les pouvoirs immenses censés être exercés par le FLN, la Constitution accordait des pouvoirs exorbitants à l’exécutif : l’article 59 autorisait ainsi le chef de l’État, « en cas de périls éminents », de « prendre des mesures exceptionnelles », c’est-à-dire les pleins pouvoirs.
Ben Bella ne tarda pas à abuser de la nouvelle Constitution. Dès le 3 octobre 1963, profitant du conflit frontalier avec le Maroc, il met en œuvre l’article 59 de la Constitution pour « sauver le socialisme attaqué du dedans et du dehors ». Néanmoins, ces pleins pouvoirs n’étaient que théoriques, l’armée ayant déjà investi les rouages essentiels du pouvoir.

## Compléments